# (513009) 2017 UP46
(513009) 2017 UP46 es un asteroide perteneciente al cinturón de asteroides, descubierto el 26 de febrero de 2014 por el equipo del Pan-STARRS desde el Observatorio de Haleakala, Hawái, Estados Unidos.

## Designación y nombre
Designado provisionalmente como 2017 UP46.

## Características orbitales
2017 UP46 está situado a una distancia media del Sol de 2,990 ua, pudiendo alejarse hasta 3,330 ua y acercarse hasta 2,650 ua. Su excentricidad es 0,113 y la inclinación orbital 10,45 grados. Emplea 1888,87 días en completar una órbita alrededor del Sol.

## Características físicas
La magnitud absoluta de 2017 UP46 es 16,952. 